# La velocidad de la luz (álbum)
La velocidad de la luz es el séptimo álbum de estudio de la banda de rock chilena Los Bunkers. Fue lanzado el 14 de mayo de 2013 en Chile. Este fue su último álbum, antes de que el grupo entrara en receso indefinido desde comienzos de 2014 hasta mediados de 2022.
El álbum tiene un estilo más moderno que sus antecesores, ya que fue pensado con un ritmo más bailable, con teclados y sintetizadores,   más fresco, pero se mantuvo su estructura de rock clásico.
Fue producido por Yamil Rezc y Emmanuel del Real, y grabado en los estudios Sony Naucalpan en Estado de México por Eduardo del Águila. Las grabaciones adicionales se realizaron en los estudios JV Road (estudio de Julieta Venegas) en México D.F. por Ernesto García. La velocidad de la luz fue masterizado por Tom Baker en Precisión Mastering Studios en Los Ángeles, California. 
Bailando solo fue lanzado el 4 de febrero de 2013, en formato de descarga digital como el primer sencillo del álbum. El 7 de ese mes llegó a la tienda en línea ITunes Store. La canción fue escrita por los hermanos Durán, como la mayoría de las canciones del álbum.

## Sencillos

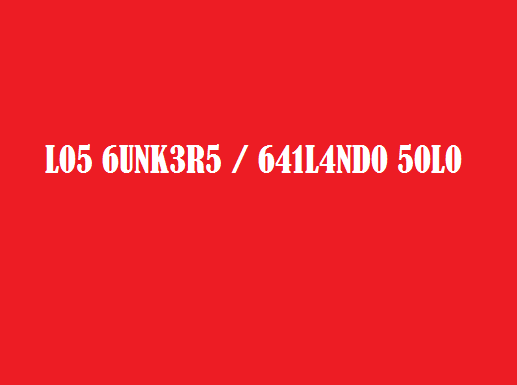
Bailando solo fue el primer sencillo del álbum.

El primer sencillo del álbum fue Bailando solo, el cual se lanzó el 4 de febrero de 2013 en simultáneo con radios de Chile y México. El sencillo tuvo una crítica regularmente buena.
La canción salió en formato de descarga digital. El corte cuenta con la participación de Emmanuel del Real, miembro de la banda Café Tacvba, tocando los teclados Rhodes. También fue el productor del sencillo, junto con Yamil Rezc. Fue tocado por primera vez en el Casino Dreams de Valdivia. El sencillo consiguió llegar a la posición 8 en Chile.
El baterista de la banda, Mauricio Basualto, dijo en una entrevista que "Tiene mucha frescura y energía, y es lo ideal para volver después de un tiempo. Siento que es una canción muy arriba y perfecta para un retorno [...] Se mejoró el trato en el estudio, en la relación del grupo, y fue como volver al estilo que teníamos hace un tiempo atrás. Yo siento que aquí la batería está más protagónica que nunca".

## Personal
Créditos adaptados de las notas de álbum.
Los Bunkers
- Álvaro López – voz, guitarra
- Francisco Durán – guitarra
- Mauricio Durán – guitarra
- Gonzalo López – bajo
- Mauricio Basualto – batería, percusión

Músicos adicionales
- Farid Álvarez – quena (1, 7, 11), charango (1), zampoña (7)
- Yamil Rezc – Juno 60 (2, 4), semillas (2), profet (2), batería adicional (10)
- Emmanuel del Real – piano eléctrico (2)

Técnico
- Yamil Rezc – producción
- Emmanuel del Real – producción
- Eduardo del Águila – mezcla
- Tom Baker – masterización

Artístico
- Micro – dirección de arte, diseño
- Carlos Furlández – diseño
- Pablo Esparza – diseño
- Carlos Müller – fotografía

## Lista de canciones
Todas las canciones escritas y compuestas por Mauricio Durán y Francisco Durán, excepto donde está indicado. 
| N.º   | Título                            | Vocalista principal | Duración |  |
| 1.    | «Desperdíciame»                   | Álvaro López        | 6:53     |  |
| 2.    | «Bailando solo»                   | Álvaro López        | 4:27     |  |
| 3.    | «Sur»                             | Álvaro López        | 3:24     |  |
| 4.    | «Si estás pensando mal de mí»     | Álvaro López        | 4:26     |  |
| 5.    | «No!» (Álvaro López)              | Álvaro López        | 3:03     |  |
| 6.    | «El día en que dejaste de fingir» | Álvaro López        | 3:44     |  |
| 7.    | «La maldición de mi país»         | Álvaro López        | 3:03     |  |
| 8.    | «Dicen»                           | Francisco Durán     | 2:31     |  |
| 9.    | «Sábado»                          | Álvaro López        | 3:38     |  |
| 10.   | «La estación final»               | Francisco Durán     | 4:47     |  |
| 11.   | «La velocidad de la luz»          | Álvaro López        | 3:56     |  |
| 43:52 |                                   |                     |          |  |

## Promoción

### Sencillos
| Año  | Canción                       | Máxima posición |
| Año  | Canción                       | CHI             |
| ---- | ----------------------------- | --------------- |
| 2013 | «Bailando solo»               | 1               |
| 2013 | «Si estas pensando mal de mí» | 11              |

### Presentaciones en vivo
- La Velocidad de la Luz Tour

## Posicionamiento

### Semanales
| País   | Chart    | Lista          | Mejor posición |
| 2013   | 2013     | 2013           | 2013           |
| ------ | -------- | -------------- | -------------- |
| México | AMPROFON | Top 20 Albums  | -              |
| México | AMPROFON | Top 100 Albums | 49             |

### Mensuales
| País  | Chart | Lista               | Mejor posición |
| 2013  | 2013  | 2013                | 2013           |
| ----- | ----- | ------------------- | -------------- |
| Chile | IFPI  | Chile Albums Charts | 2              |

### Certificación
| País  | Organismo certificador | Certificación | Ventas certificadas |
| ----- | ---------------------- | ------------- | ------------------- |
| Chile | IFPI                   | Oro           | 5000                |